# Enchanted Tiki Room
Walt Disney's Enchanted Tiki Room et ses différentes dénominations sont trois versions de la même attraction conçue en partie par Walt Disney pour Disneyland en Californie et reprise dans d'autres parcs à thèmes de Disney.

## Le concept
L'Enchanted Tiki Room devait être à l'origine un restaurant avec un spectacle,. Il ouvrit le 23 juin 1963 et fut la première attraction à inclure des audio-animatronics, une invention de WED Enterprises.
L'attraction est hébergée dans une grande hutte polynésienne reconstituée.
Le spectacle musical hawaîen est présenté par quatre aras aux plumages caractérisant leur pays d'origine :
- José en rouge, vert et blanc et parlant avec un accent mexicain, voix de Wally Boag.
- Michael en vert et blanc (un peu d'orange) avec un parler irlandais, voix de Fulton Burley.
- Pierre en bleu, blanc et rouge avec un accent français, voix de Ernie Newton.
- Fritz en rouge, noir et blanc (jaune à l'origine) avec un accent germanique, voix de Thurl Ravenscroft.

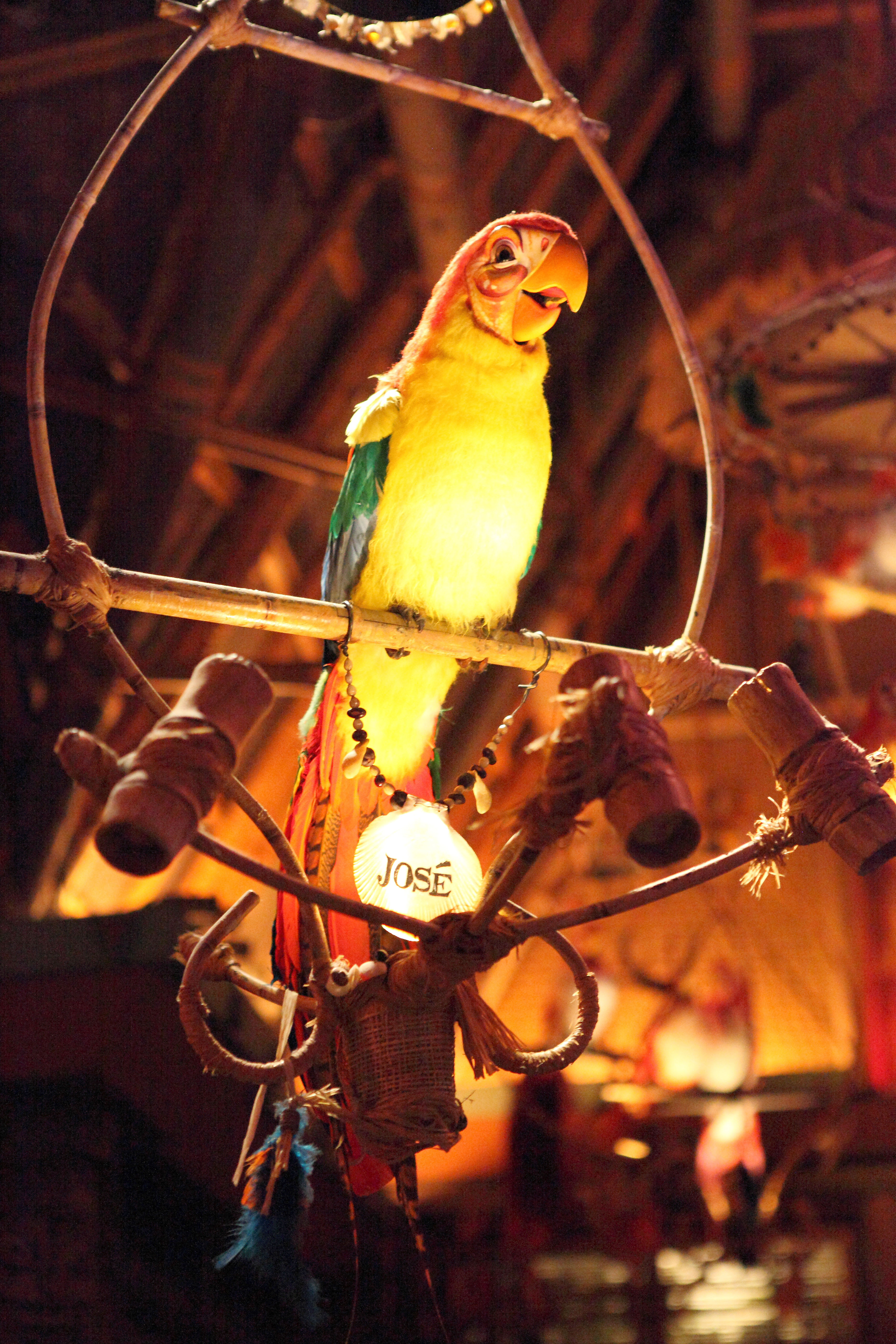
José
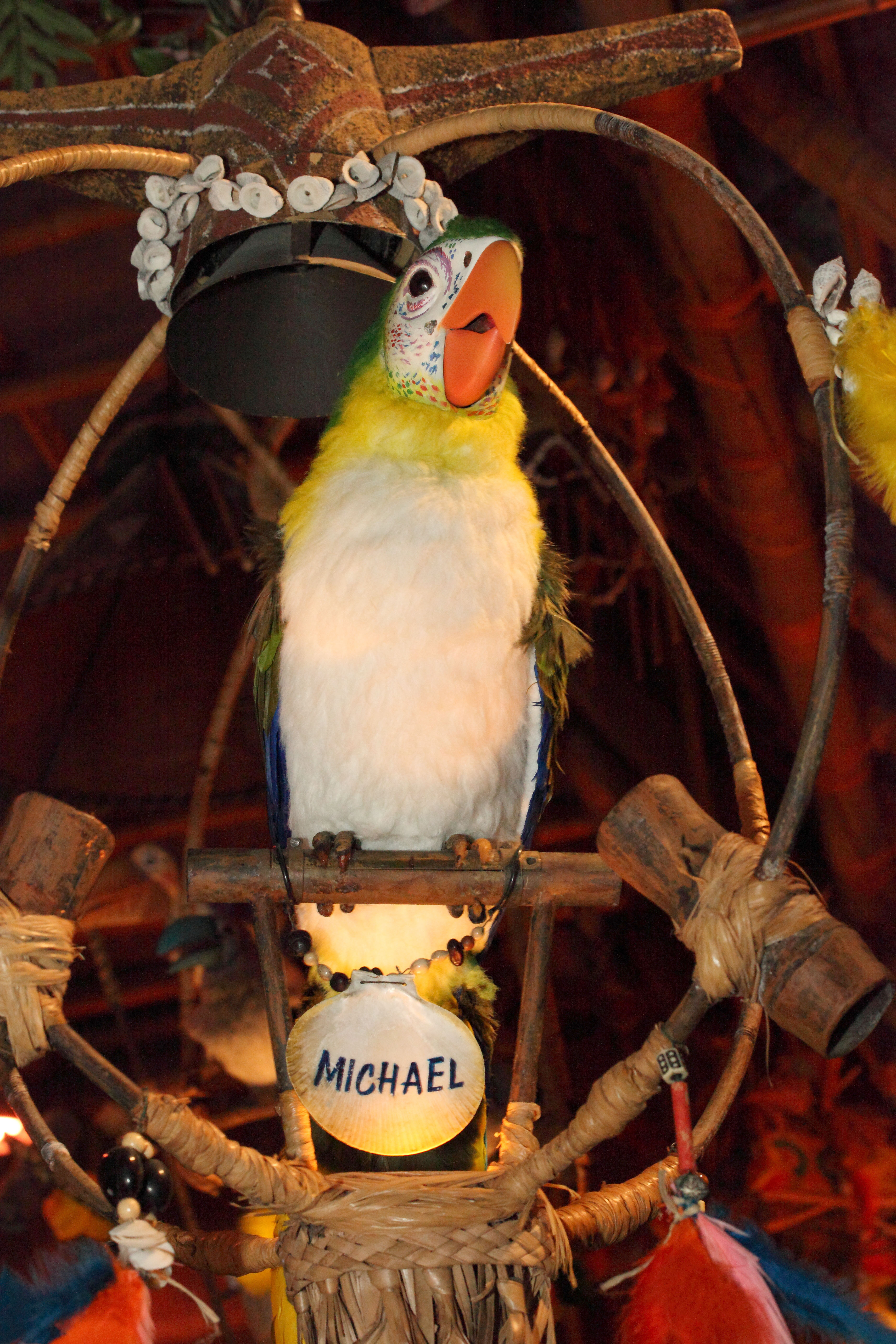
Michael
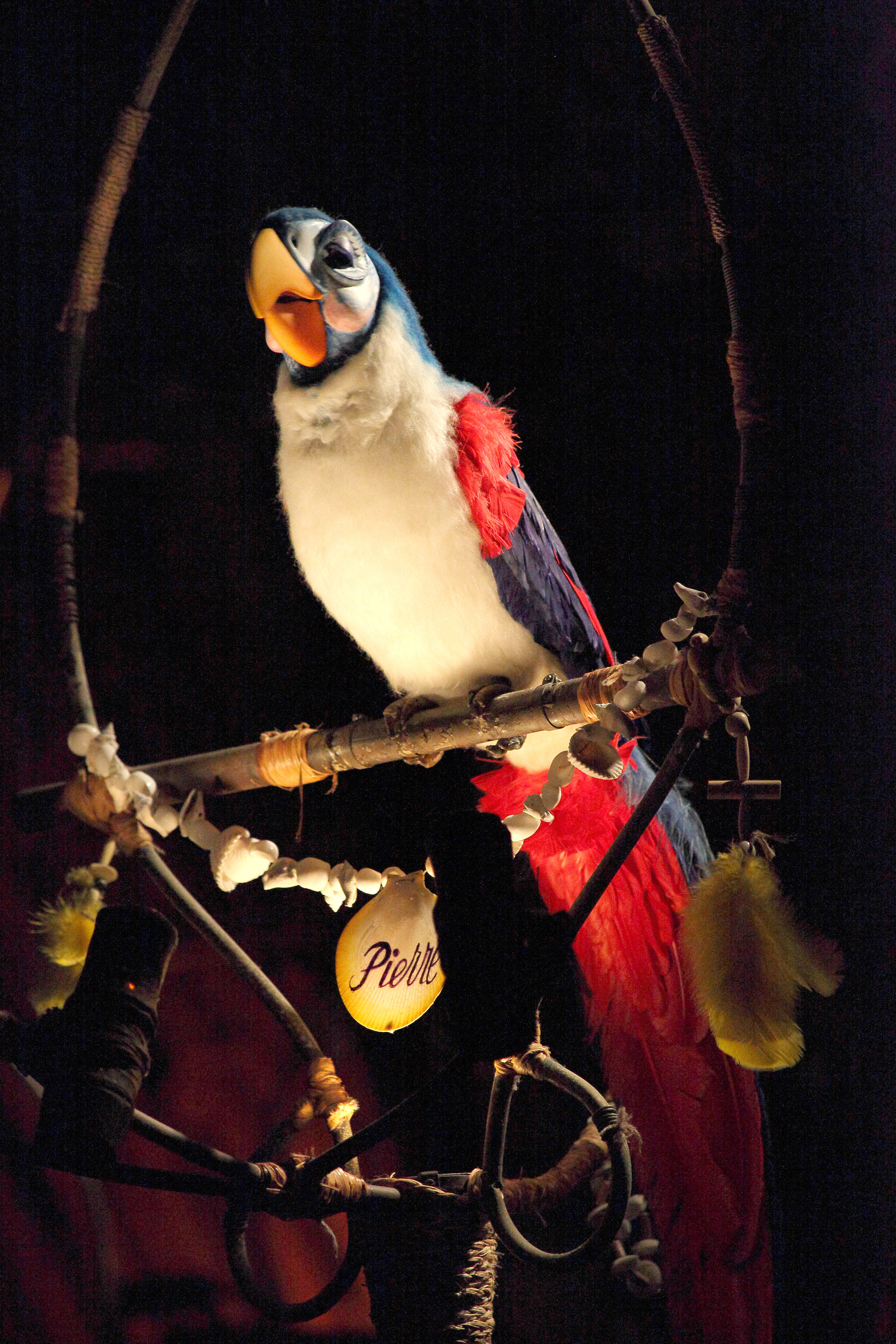
Pierre
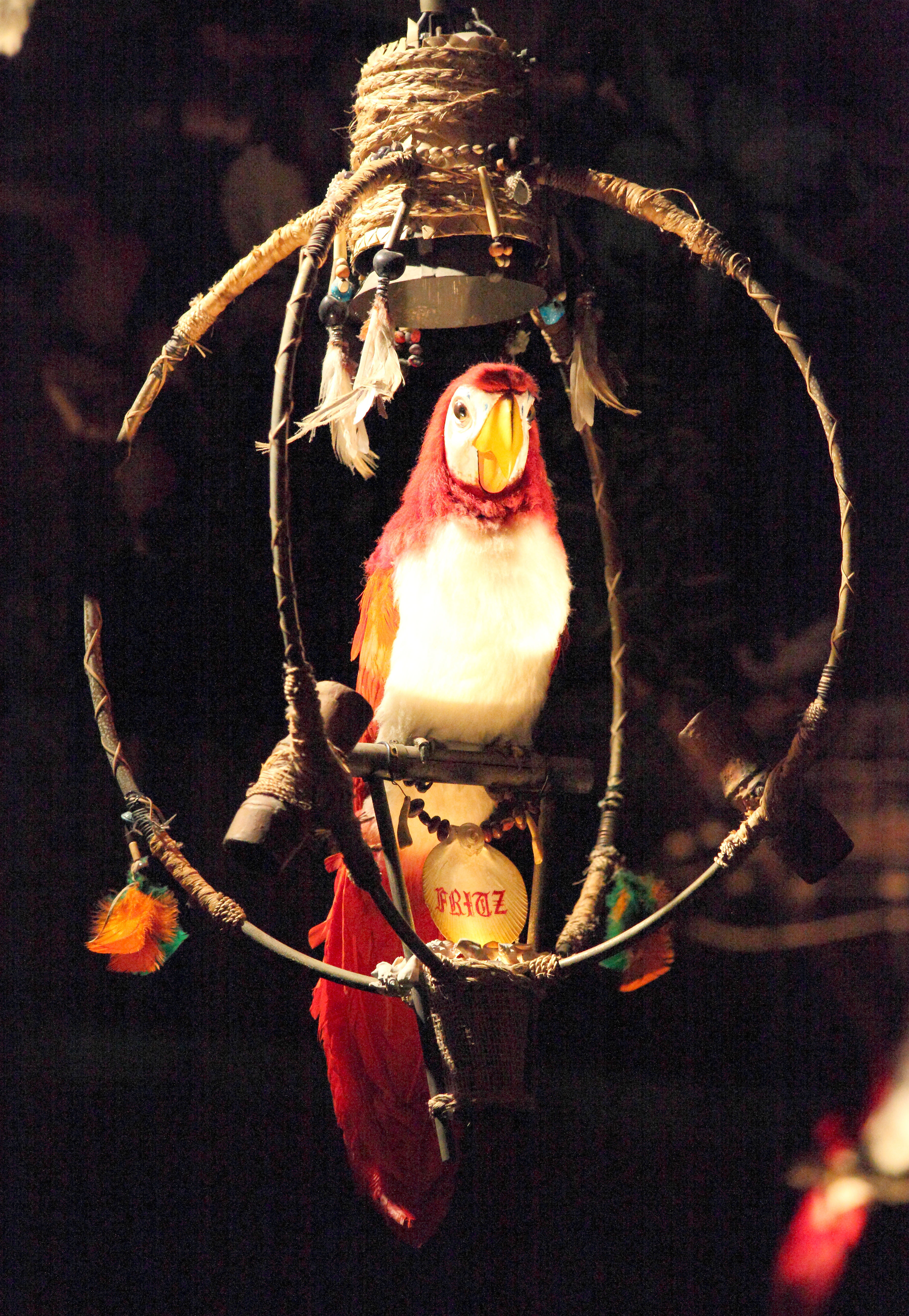
Fritz

Boag et Burley étaient des comédiens jouant dans l'attraction Golden Horseshoe Revue, tandis que Ravenscroft a prêté sa voix à plusieurs attractions dont Haunted Mansion, Country Bear Jamboree et le Disneyland Railroad.

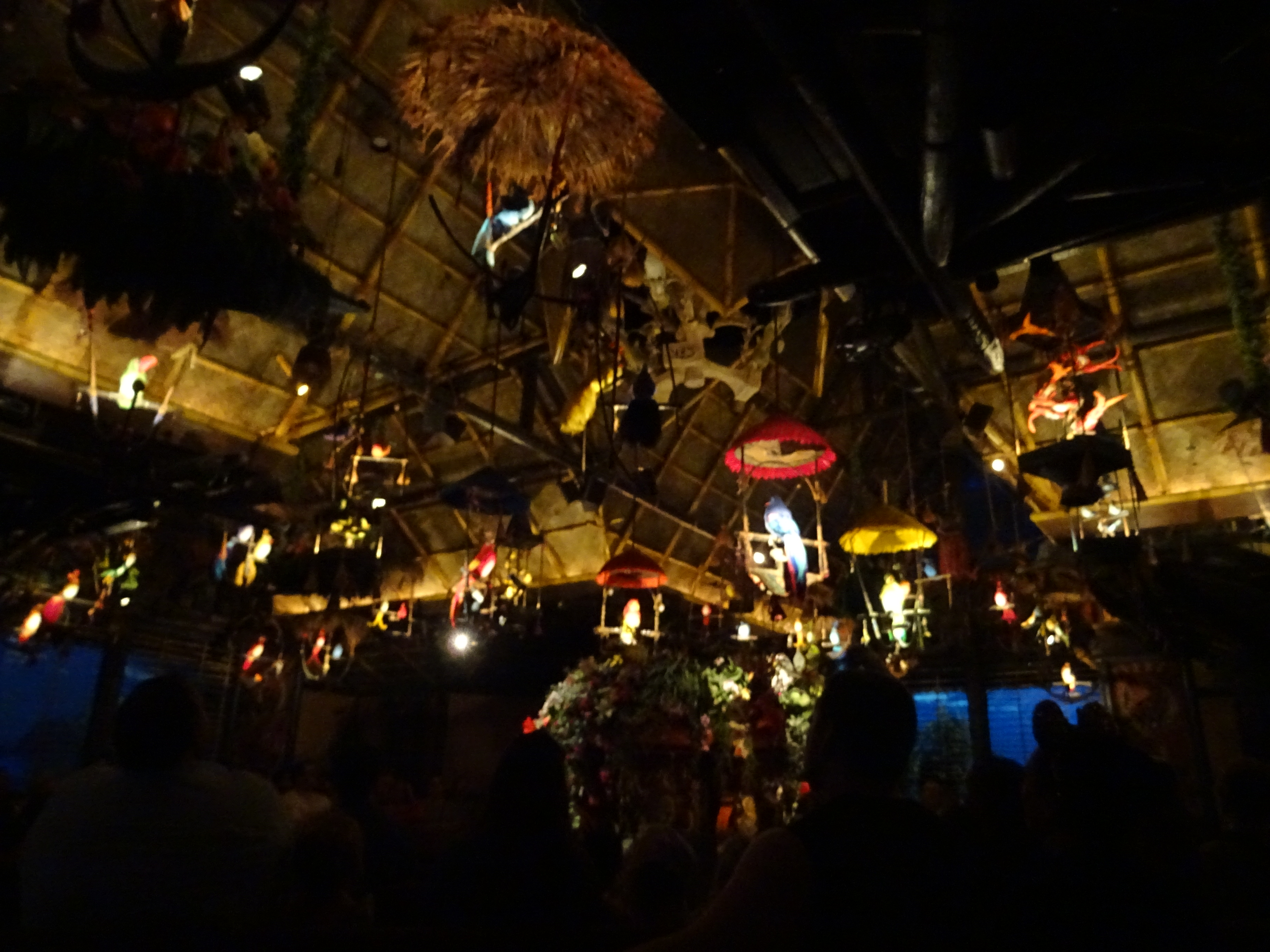
Salle principale au Magic Kingdom.

Le spectacle compte plus de 150 personnages chantant, dansant ou parlant. Ce sont des oiseaux, des fleurs et des objets hawaïens mais l'attraction comporte aussi d'autres éléments animés. Disney et David Koenig dénombre 225 audio-animatronics,. Une fontaine "magique" au centre accueille l'orchestre, mais ce devait être le bar du restaurant. Les chansons du thème musical principal sont In The Tiki, Tiki, Tiki, Tiki, Tiki Room, Let's All Sing Like the Birdies Sing et l'Hawaiian War Chant pour le final où chaque personnage chante. Le décor extérieur de l'attraction ainsi que la majorité des plantations du parc sont originellement l'œuvre de Bill Evans.
L'attraction était tellement innovante à son ouverture en 1963 qu'un des audio-animatronics, un oiseau parlant, situé à l'entrée causait d'énormes rassemblements de personnes bloquant le passage jusqu'à son retrait. À l'époque la Polynésie et le monde pacifique étaient très prisés, ce qui participa au succès de l'attraction.

## Les différentes attractions

### Disneyland

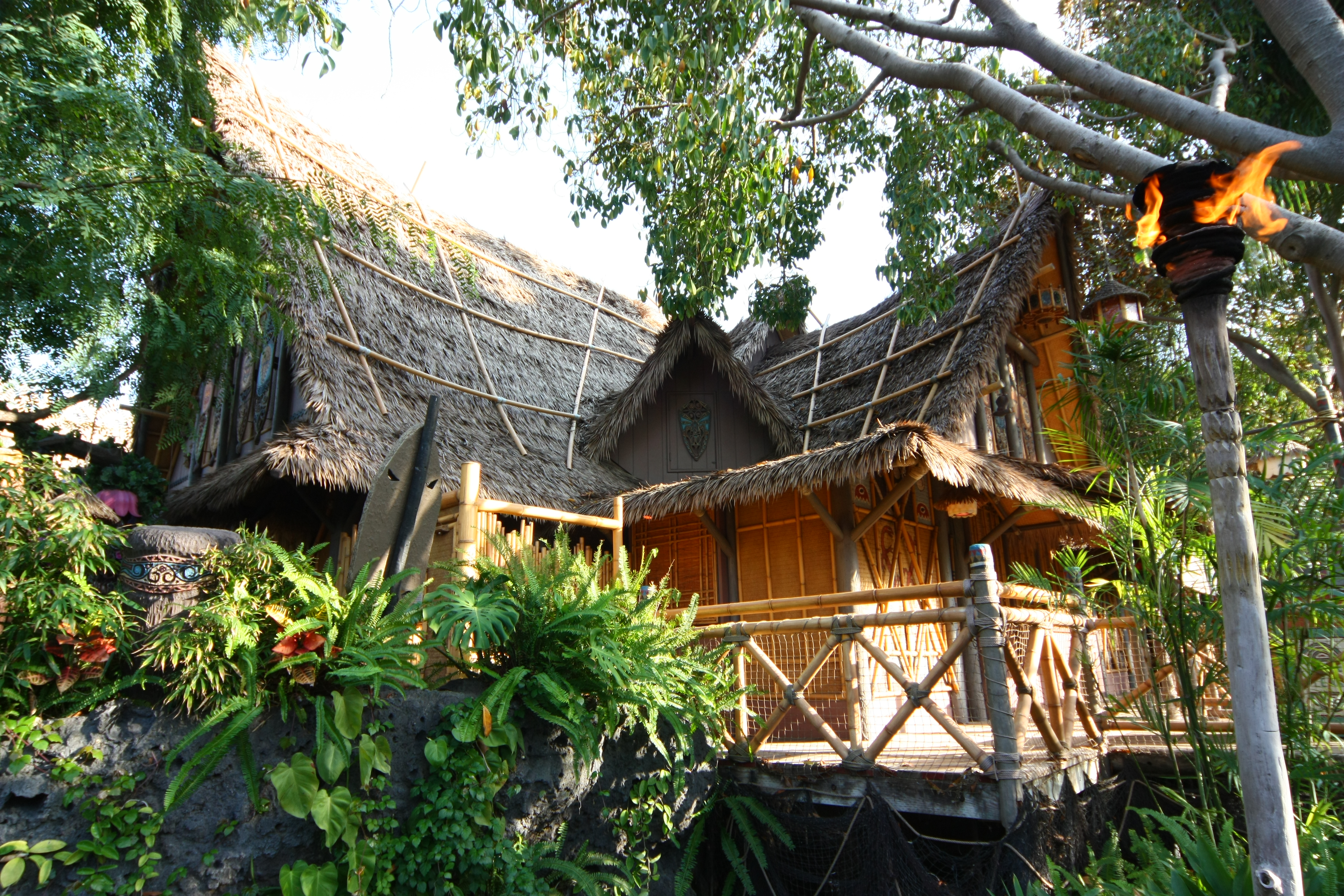
Extérieur de l'attraction.

Walt Disney's Enchanted Tiki Room est juste située à l'entrée d'Adventureland. Comme c'est la version voulue par Walt Disney, son nom fut ajouté devant celui de l'attraction pour honorer sa vision et la différencier des autres versions.
L'attraction était à l'ouverture une propriété de WED Enterprises et nécessitait un prix d'entrée supplémentaire de 75 cents. Elle était sponsorisée par United Airlines, mais cette société fut rapidement remplacée par la société hawaïenne Dole Food Company qui sponsorise encore l'attraction. Ce fut aussi le premier bâtiment totalement climatisé en raison de la part importante de l'informatique dans l'utilisation des audio-animatronics.
L'entrée extérieure de l'attraction a été remaniée en 2004 afin de mieux intégrer les lumières illuminant l'attraction la nuit et de retrouver en partie le concept d'origine.
- Ouverture : 23 juin 1963[1]
- Nombre d'audio-animatronics : 225
- Durée : 16 min 08 s
  - Pré-show : 10 min
- Sponsors :
  - 1964 à 1973 : United Airlines
  - depuis 1974 : Dole Fruit Company
- Type d'attraction : spectacle musical
- Coordonnées : 33° 48′ 42″ N, 117° 55′ 11″ O

Selon le livre Disneyland Detective de Kendra Trahan, la liste des personnages est la suivante :
- 54 orchidées chantantes
- 4 totems
- 12 percussionnistes tiki
- 24 masques chantant
- 7 oiseaux de paradis (la plante)
- 8 aras
- 12 toucans
- 9 oiseaux à queue fourchue
- 6 cacatoès
- 20 autres oiseaux tropicaux

### Magic Kingdom

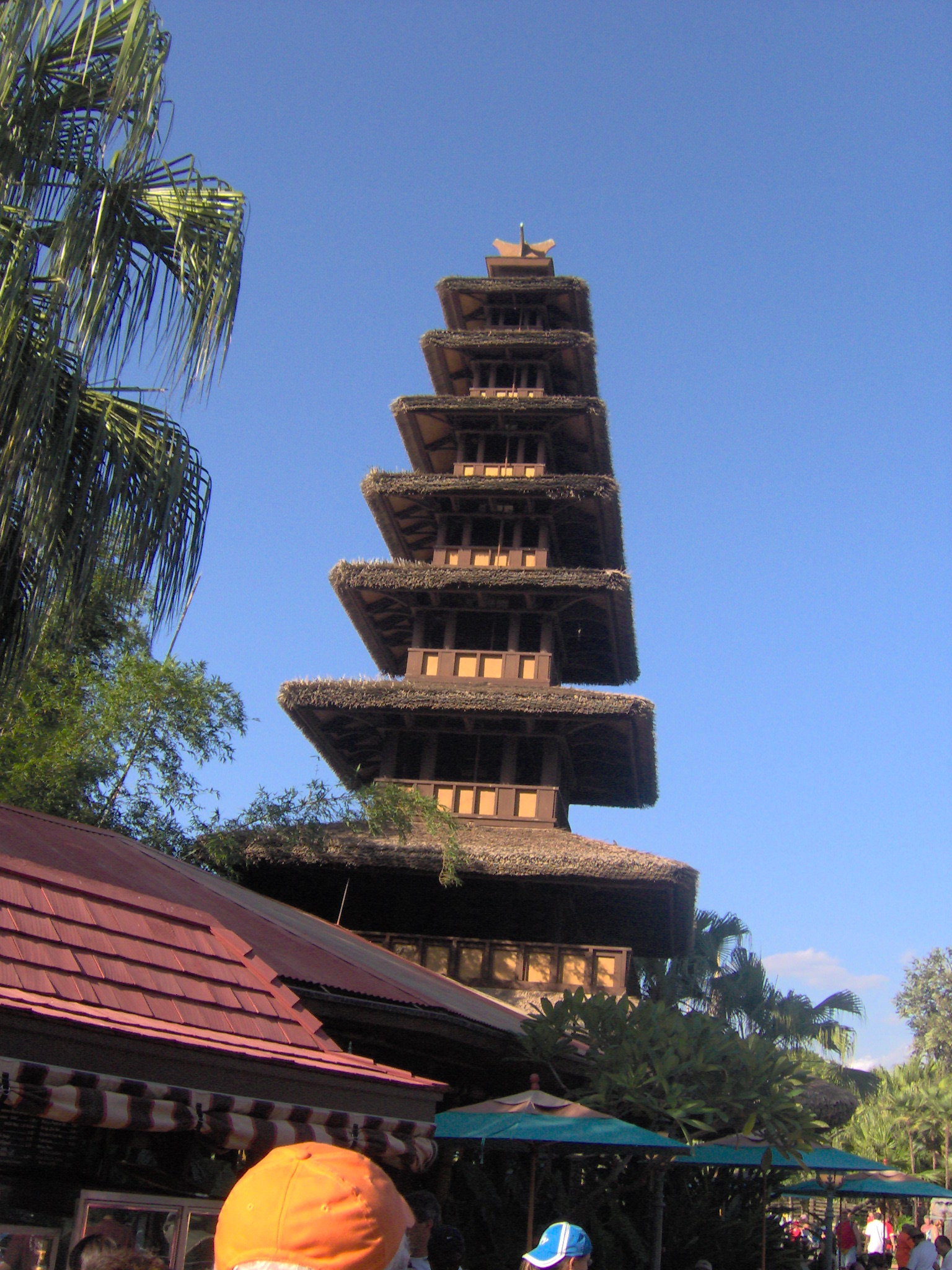
Bâtiment abritant l'attraction au Magic Kingdom.

L'attraction a ouvert avec le parc en 1971 et été un duplicata de la version californienne. Selon Dave Smith elle était toutefois surnommée Tropical Serenade et la salle de spectacle baptisée Sunshine Pavillon,.
En 1998, la version The Enchanted Tiki Room : Under new management ajoutait deux personnages des films d'animations de Disney des années 1990 : Zazu le calaos du Roi Lion (1994) et Iago le perroquet d'Aladdin (1992).
 
Le spectacle de base était donc "perturbé" par les remarques et bêtises de Iago et les critiques au second degré de Zazou. Certains considèrent que ce n'était qu'une parodie du spectacle original. Disney a annoncé le 1er août le retour de la version originale du spectacle sous le nom de Walt Disney's Enchanted Tiki Room le 15 août 2011.
- Enchanted Tiki Room
  - Ouverture : 1er octobre 1971 (avec le parc)[9]
  - Fermeture : 1er septembre 1997[9]
- The Enchanted Tiki Room : Under new management
  - Ouverture : printemps 1998[9], 5 avril 1998[10]
  - Fermeture : été 2011
  - Rénovation : 1997-1998 et été 2011
- Walt Disney's Enchanted Tiki Room
  - Ouverture : 15 août 2011[8]
- Nombre d'audio-animatronics : 158 dont 88 oiseaux (si aucun n'a été supprimé pour ajouter Zazou et Iago)
- Type d'attraction : spectacle musical
- Situation : 28° 25′ 06″ N, 81° 35′ 01″ O

La distribution de cette version est:
- José, voix de Wally Boag.
- Michael, Fulton Burley.
- Pierre, Jerry Orbach.
- Fritz, Thurl Ravenscroft.
- Iago, Gilbert Gottfried
- Zazou, Michael Gough

### Tokyo Disneyland
The Enchanted Tiki Room : Stitch Now Presents "Aloha E Komo Mai!" reprend le spectacle de base, mais en modifiant les thèmes musicaux par ceux plus proches des spectacles de Las Vegas.
- Enchanted Tiki Room
  - Ouverture : 15 avril 1983 (avec le parc)[1]
  - Fermeture : 1999
- The Enchanted Tiki Room : Get the fever!
  - Ouverture : 1999
  - Fermeture : février 2008
- The Enchanted Tiki Room : Stitch Now Presents "Aloha E Komo Mai!
  - Ouverture : 2 juillet 2008
- Nombre d'audio-animatronics : 156
- Capacité : 344 personnes
- Durée : 13 min
- Type d'attractions : spectacle musical
- Situation : 35° 37′ 59″ N, 139° 52′ 56″ E